# Johanna Adorján

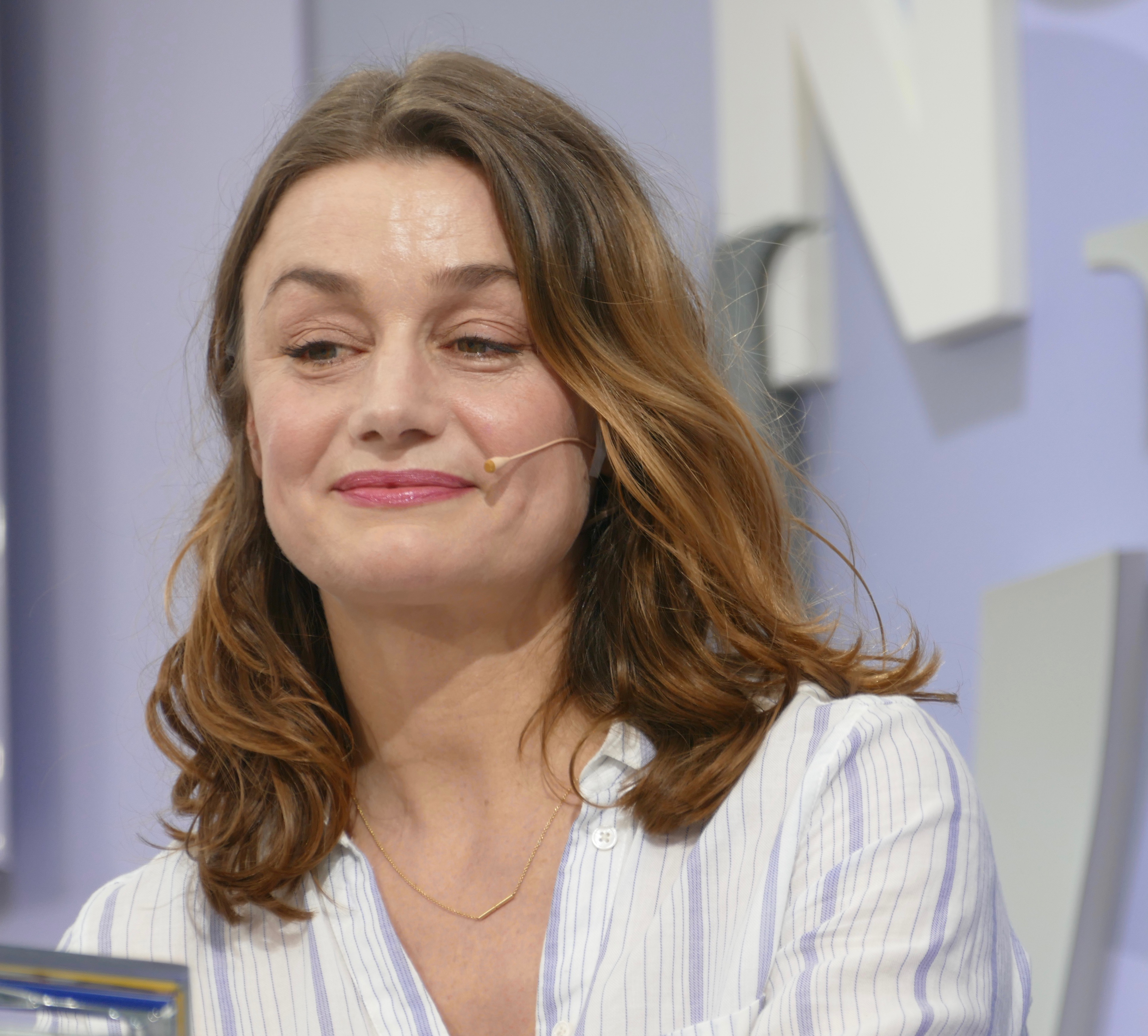
Johanna Adorján (2016)

Johanna Adorján, född 1971 i Stockholm, är en dansk-tysk journalist och författare. Hon debuterade 2015 med novellsamlingen Mina 500 bästa vänner. I boken En alldeles särskild kärlek skildrar Adorján sina farföräldrar Veras och Pistas gemensamma självmord.